# Іванівська сільська рада (Врадіївський район)
Іва́нівська сільська́ ра́да — колишній орган місцевого самоврядування у Врадіївському районі Миколаївської області. Адміністративний центр — село Іванівка.

## Загальні відомості
- Населення ради: 826 осіб (станом на 2001 рік)

## Населені пункти
Сільській раді були підпорядковані населені пункти:
- с. Іванівка
- с. Захарівка

## Склад ради
Рада складалася з 16 депутатів та голови.
- Голова ради: Красюк Володимир Іванович

### Керівний склад попередніх скликань
| ПІБ                       | Основні відомості                                                             | Дата обрання | Дата звільнення |
| ------------------------- | ----------------------------------------------------------------------------- | ------------ | --------------- |
| Красюк Володимир Іванович | Сільський голова, 1958 року народження, освіта середня загальна, безпартійний | 26.03.2006   | 31.10.2010      |
| Красюк Володимир Іванович | Сільський голова, 1958 року народження, освіта середня загальна, безпартійний | 31.10.2010   |                 |

Примітка: таблиця складена за даними сайту Верховної Ради України

## Населення
Згідно з переписом УРСР 1989 року чисельність наявного населення села становила 1187 осіб, з яких 539 чоловіків та 648 жінок.
За переписом населення України 2001 року в селі мешкала 821 особа.

### Мова
Розподіл населення за рідною мовою за даними перепису 2001 року:
| Мова       | Відсоток |
| ---------- | -------- |
| українська | 96,49 %  |
| молдовська | 2,42 %   |
| російська  | 1,09 %   |